# Ericthonius pugnax
Ericthonius pugnax är en kräftdjursart. Ericthonius pugnax ingår i släktet Ericthonius och familjen Ischyroceridae. Inga underarter finns listade i Catalogue of Life.